# Takayo Kondō
Takayo Kondō (jap. 近藤 高代, Kondō Takayo; * 17. November 1975 in Ōtsu) ist eine ehemalige japanische Leichtathletin, die sich auf den Stabhochsprung spezialisiert hat. Ihren größten Erfolg feierte sie mit dem Gewinn der Goldmedaille bei den Asienmeisterschaften 2000 in Jakarta.

## Sportliche Laufbahn
Erste internationale Erfahrungen sammelte Takayo Kondō im Jahr 1998, als sie bei den Asienspielen in Bangkok mit übersprungenen 3,90 m den vierten Platz belegte. 2000 siegte sie mit 4,00 m bei den Asienmeisterschaften in Jakarta und im Jahr darauf gewann sie bei den Ostasienspielen in Osaka mit 4,05 m die Silbermedaille hinter der Chinesin Gao Shuying. 2002 gelangte sie bei den Asienmeisterschaften in Colombo mit 4,05 m auf den fünften Platz und wurde anschließend mit einer Höhe von 4,00 m Vierte bei den Asienspielen in Busan. 2003 gewann sie bei den Asienmeisterschaften in Manila mit 4,10 m die Silbermedaille hinter der Chinesin Wu Sha und im Jahr darauf nahm sie an den Olympischen Sommerspielen in Athen teil und verpasste dort den Finaleinzug. 2005 schied sie bei den Weltmeisterschaften in Helsinki mit 4,15 m in der Qualifikationsrunde aus und anschließend belegte sie bei den Asienmeisterschaften in Incheon mit 4,00 m den achten Platz. 2007 schied sie bei den Weltmeisterschaften in Osaka mit 4,35 m erneut in der Qualifikationsrunde aus und im Jahr darauf gewann sie bei den Hallenasienmeisterschaften in Doha mit einer Höhe von 4,10 m die Bronzemedaille hinter ihrer Landsfrau Ikuko Nishikori und Roslinda Samsu aus Malaysia. 2009 verpasste sie bei den Weltmeisterschaften in Berlin mit 4,10 m den Finaleinzug und brachte anschließend bei den Asienmeisterschaften in Guangzhou keinen gültigen Versuch zustande. Im Juni 2011 bestritt sie ihren letzten offiziellen Wettkampf und beendete daraufhin ihre aktive sportliche Karriere im Alter von 35 Jahren.
In den Jahren 2001 und 2002, 2004 und 2005 sowie 2007 und 2009 wurde Kondō japanische Meisterin im Stabhochsprung.

## Persönliche Bestleistungen
- Stabhochsprung: 4,35 m, 29. Mai 2004 in Toyota
  - Stabhochsprung (Halle): 4,20 m, 30. Januar 2008 in Frankfurt-Kalbach